# (7121) Busch
(7121) Busch est un astéroïde de la ceinture principale.

## Description
(7121) Busch est un astéroïde de la ceinture principale. Il fut découvert le 10 janvier 1989 à Tautenburg par Freimut Börngen. Il présente une orbite caractérisée par un demi-grand axe de 2,89 UA, une excentricité de 0,09 et une inclinaison de 2,6° par rapport à l'écliptique.

## Compléments